# مولد الرسول (فلم)
مولد الرسول فيلم تاريخي لبناني للمخرج أحمد الطوخي عام 1960 من بطولة يوسف وهبي وسميرة توفيق ودياب الحاج وثريا نور الدين ويعرض الفيلم تاريخ مولد رسول الإسلام.
صدر الفيلم في لبنان عام 1960

## خلفية الفيلم وتداعياته
بدأت محاولات صناعة فيلم عن رسول الإسلام منذ عام 1926 عندما قدم إلى مصر المخرج والمؤلف التركي وداد عرفي الذي قدم من 1926 وحتى 1929 ستة أفلام مصرية. حدث الصدام بين الحكومة المصرية والوسط الفني المصري عام 1926 حين قدم وداد عرفي نفسه على أنه موفد من شركة ألمانية تدعى «ماركو السينماتوغرافية» للقيام بإخراج فيلم عن النبي محمد وعرض الدور على يوسف وهبي وحدثت ضغوط من الملك فؤاد ورفض تمثيل الفيلم على الأراضي المصرية بشكل قاطع وهدد يوسف وهبي بسحب الجنسية منه. ونشرت وقتها صحيفة الأهرام موافقة يوسف وهبي على مبدأ تجسيده للرسول الكريم، وجاء بالصحيفة مقال للكاتب عبد الباقي سرور في مايو 1926 تحت عنوان «كيف يصورون النبي محمدًا؟!»، ناشرًا صور يوسف وهبي في زي الرسول الكريم، مستنكرًا وهو يقول: «في عرف يوسف وهبى، يكون نبينا محمد رسول الله، وحامل علم الدين الإسلامى وناشر كلمته، يشبه تمامًا راسبوتين، فما رأى علماء الدين الأجلاء في هذا العمل؟»
سارع الأزهر بإصدار فتوى منذ هذا التاريخ بحرمانية تجسيد شخصيات الأنبياء على الشاشة، مع تهديدات من القصر الملكي ووزارة الداخلية التي أدت إلى تنازل يوسف وهبي قائلاً: «بناء على قرار أصحاب الفضيلة العلماء واحترامًا لرأيهم السديد، أعلن أنني عدلت عن تمثيل الدور وسأخطر الشركة بعزمي هذا»
يُعد «مولد الرسول» هو الظهور السينمائي الأول للمغنية «سميرة توفيق» المتخصصة في الغناء البدوي الأردني والتي أصبحت فيما بعد أشهر من قدم شخصية البدوية في السينما العربية، بعد النجمة المصرية «كوكا»، وكان عمرها في ذلك الوقت 25 سنة. ومن الجدير بالذكر أن فيلم «مولد الرسول» هو الفيلم الديني العربي الوحيد الذي أنتج خارج مصر وتحديداً في لبنان.
اعتبر المؤرخ الدكتور أحمد عبد الصبور الفيلم من أهم 10 أفلام عن المولد النبوي الشريف في تاريخ السينما المصرية والعربية، وأشارت إلى ذلك أيضا نبيلة صبيح على موقع البوابة نيوز في 18 أكتوبر 2021.

## طاقم التمثيل
يوسف وهبي - سميرة توفيق - دياب الحاج - ثريا نور الدين - أنور زكي - محمد نور الدين - شكيب خوري.
وعن طاقم التمثيل كتب معتز محسن على موقع «الرئيس نيوز» في 10 مارس 2021: «قام» الطوخي«بحشد كوكبة عربية ما بين مصر ولبنان للتوكيد على عالمية الرسالة بناءً على قوله عز وجل:» وما أرسلناك إلا رحمةً للعالمين«، موطدًا عالمية رسالة الفن المُجمعِ بين البشرية تحت ظل الوحدة الراقية المستمدة من القوة الناعمة.»

## وصلات خارجية
- مولد الرسول على موقع IMDb (الإنجليزية)
- مولد الرسول على موقع قاعدة بيانات الأفلام العربية
- مولد الرسول على موقع كاروهات

https://www.cairo24.com/1397591 مولد الرسول (فلم)
https://www.albawabhnews.com/4451691 مولد الرسول (فلم)
https://www.filmweb.pl/film/Maouled+al+rasul-1960-364649 مولد الرسول (فلم)